# Elewator Ewa

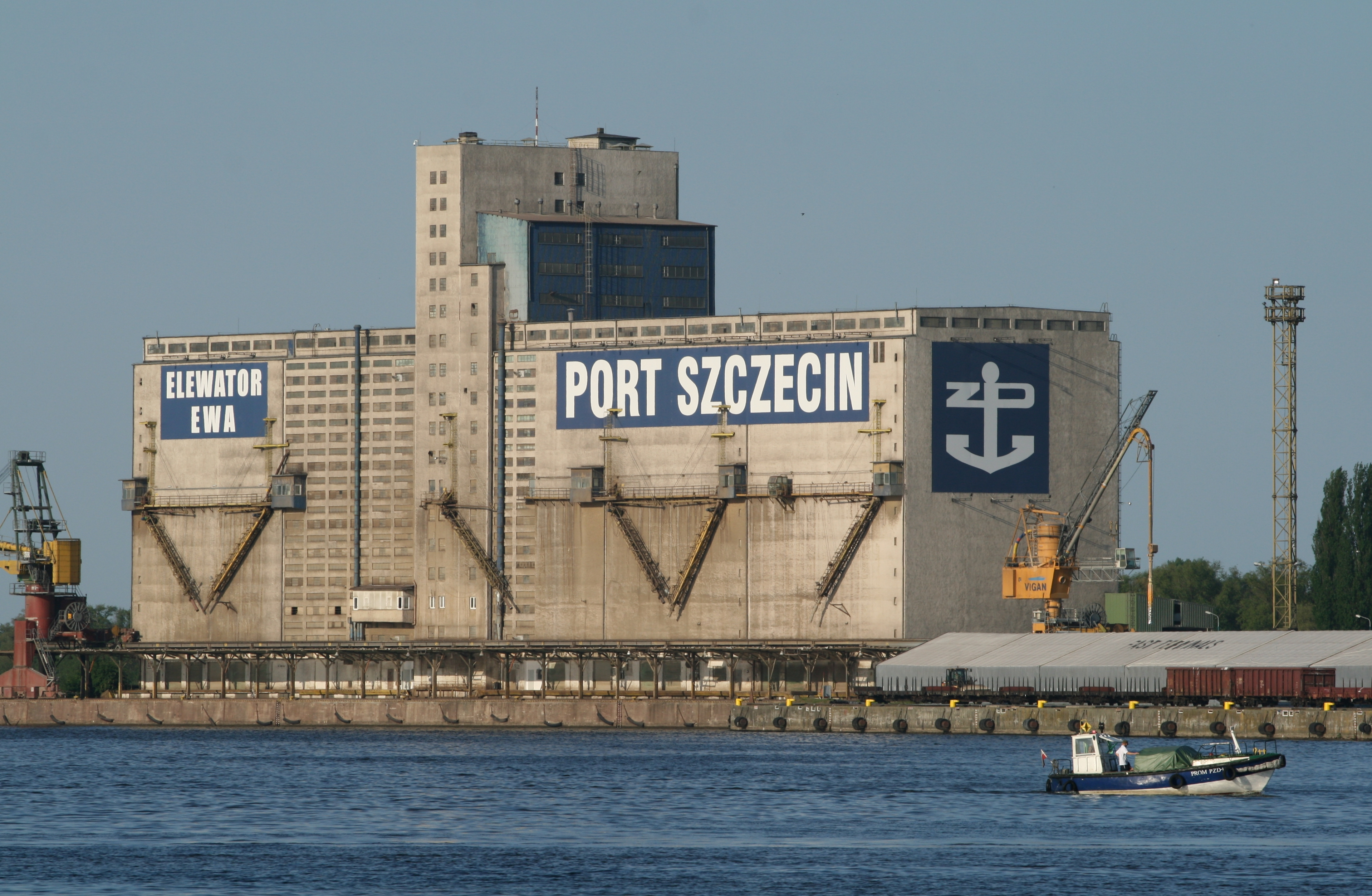
Elewator Ewa

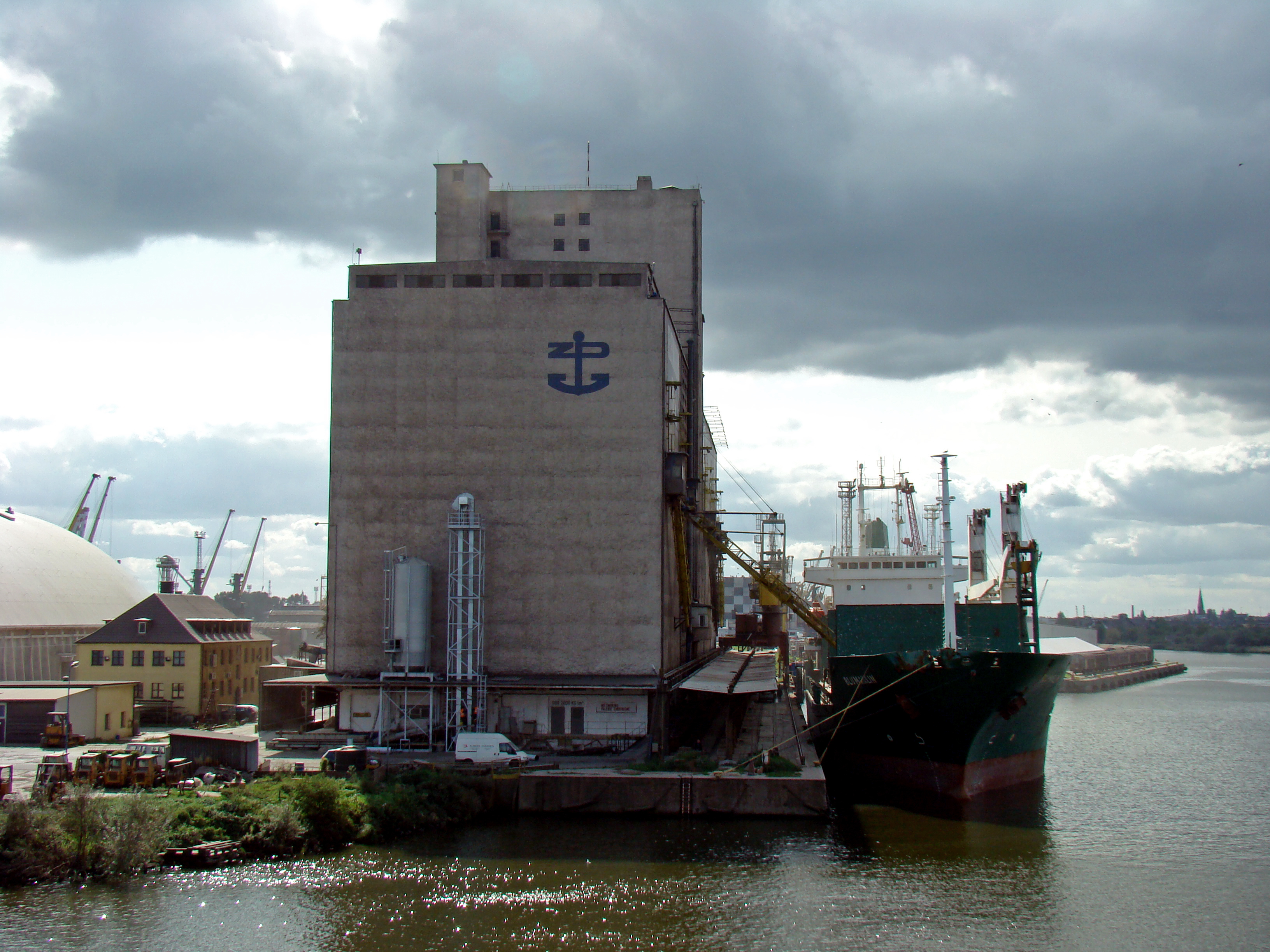
Elewator Ewa - w czasie pracy

Elewator Ewa – elewator zbożowy w porcie morskim w Szczecinie, znajduje się przy Nabrzeżu Zbożowym. Największy tego typu obiekt w Polsce.

## Historia
Budowa elewatora wynikała z rosnącej konkurencji ze strony portu morskiego w Gdyni. Powstał na części dawnej wyspy Der fette Ort odciętej Kanałem Grodzkim i Dębickim i przyłączonej do Łasztowni groblą usypaną w poprzek nurtu Duńczycy. Grobla ta powstała po 1933. Budowę elewatora zakończono w 1935 (według niektórych źródeł był wówczas największy w Europie).
Elewator ma pojemność 75 tys. m³, co odpowiada zdolności zmagazynowania ok. 50 tys. ton zboża. W najwyższym miejscu mierzy 64 metry wysokości, co odpowiada wysokości 18-piętrowego budynku. W elewatorze odbywa się przeładunek, składowanie, ważenie, suszenie, fumigacja oraz kontrola fitosanitarna zboża.
Zarząd Morskich Portów Szczecin i Świnoujście, do którego należy budynek, zaproponował w listopadzie 2013 zburzenie elewatora, tłumacząc swoją decyzję złym stanem technicznym konstrukcji. Ponieważ Elewator Ewa znajduje się w gminnej ewidencji zabytków, potrzebna byłaby zgoda miejskiego konserwatora zabytków.
W kwietniu 2015, decyzją Zarządu, dzierżawcą obiektu na okres 30 lat zostało duńskie przedsiębiorstwo Copenhagen Merchants Holding A/S, z siedzibą w Charlottenlund pod Kopenhagą.